# L'Arc-en-Ciel

Official L'Arc-en-Ciel logo

L'Arc-en-Ciel este o formație japoneză de Visual kei formată în anul 1991.

## Membri
- Hyde - Voce
- Ken - Chitară
- Tetsuya - Chitară bas
- Yukihiro - Tobe